# Trochosa gentilis
Trochosa gentilis là một loài nhện trong họ Lycosidae.
Loài này thuộc chi Trochosa. Trochosa gentilis được Carl Friedrich Roewer miêu tả năm 1960.